# Jing’an-Tempel

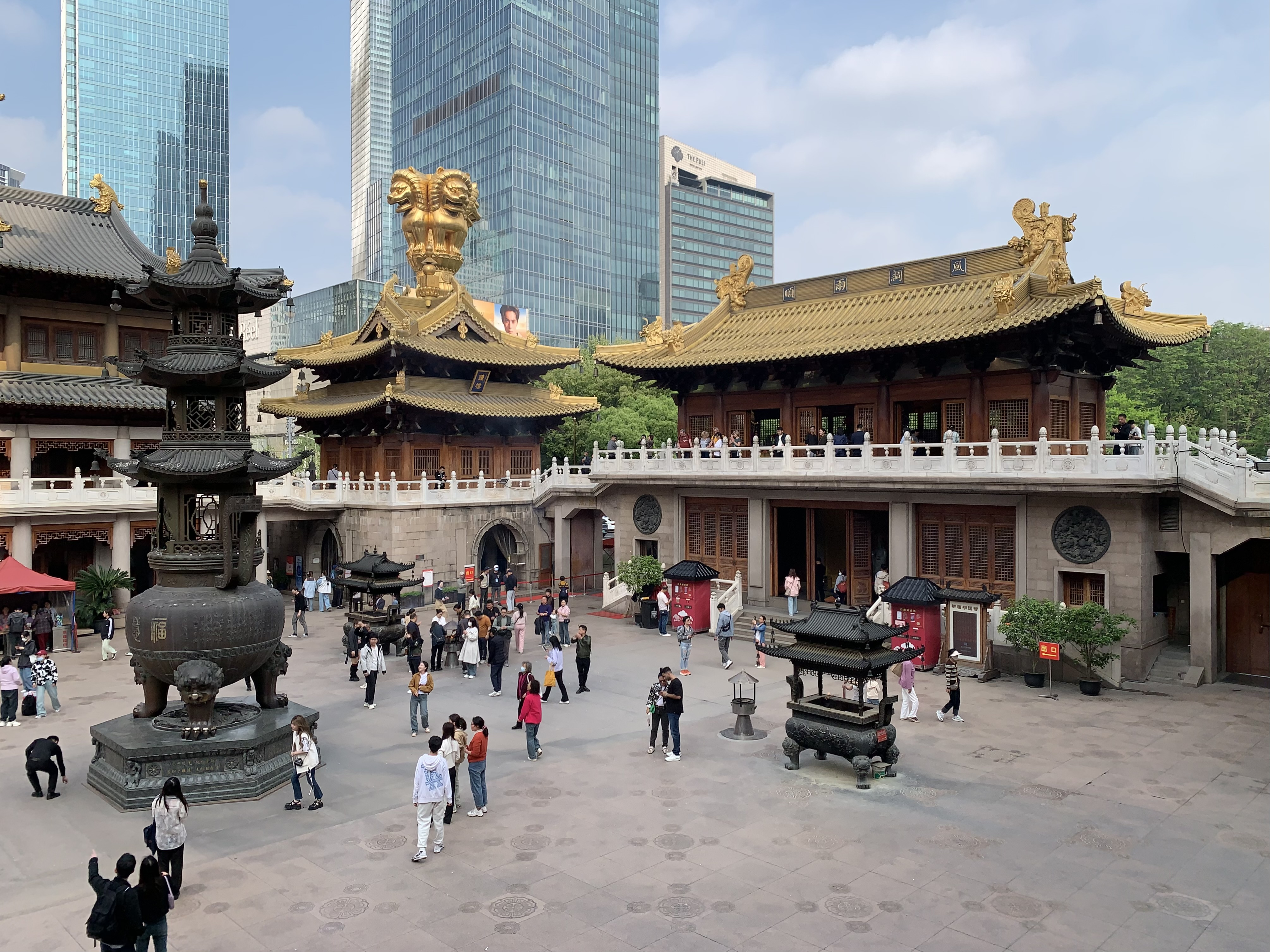
Jing’an-Tempel

Der Jing’an-Tempel (Chinesisch: 静安寺, übersetzt „Tempel des Friedens und der Ruhe“) ist ein buddhistischer Tempel an der West Nanjing Road im Stadtbezirk Jing’an in Shanghai, Volksrepublik China. Er zählt zusammen mit dem Yonghe-Tempel in Peking und dem Guangxiao-Tempel in Guangzhou zu den bedeutendsten buddhistischen Sakralbauten in China.

## Architektur

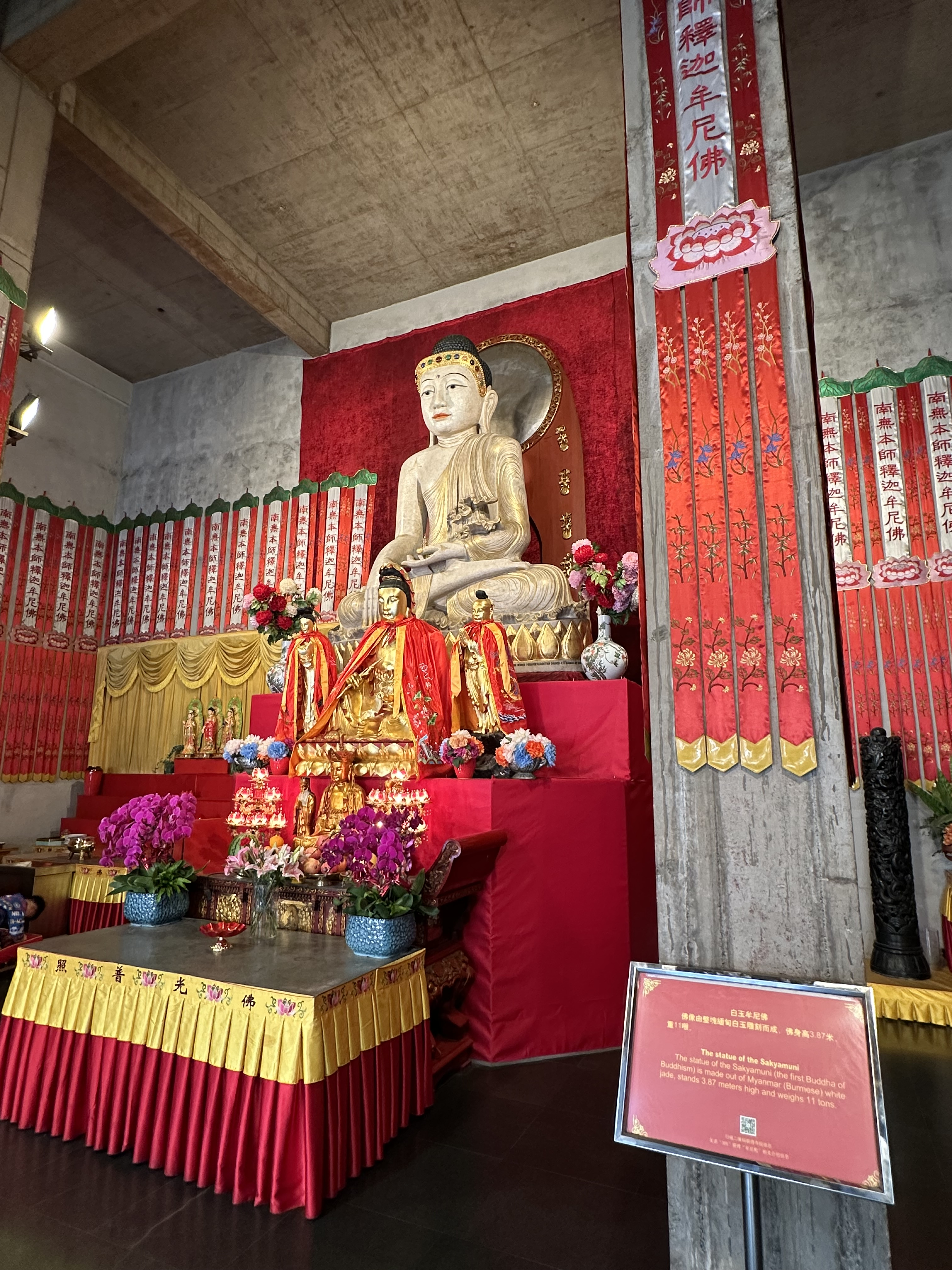
Jade-Buddha

Der Tempel umfasst drei große Hallen, die Mahavira Hall, die Hall of Heavenly Kings und die Hall of three Gods. In der 1991 fertiggestellten Mahavira-Halle befindet sich eine eindrucksvolle, 3,8 m hohe und etwa 11 Tonnen schwere Buddhastatue aus Jade, die größte dieser Art in China. In einer zweiten Halle ist ein über acht Meter hoher Silber-Buddha zu sehen. 
Im geräumigen Innenhof des Tempels brennen die Besucher in zwei dafür bereitgestellten Feuerstellen Räucherstäbchen nieder. Andere versuchen, Geldstücke in den zentral in der Mitte des Hofes platzierten Schrein zu werfen, was dem erfolgreichen Schützen Glück bescheren soll.

## Entstehungsgeschichte

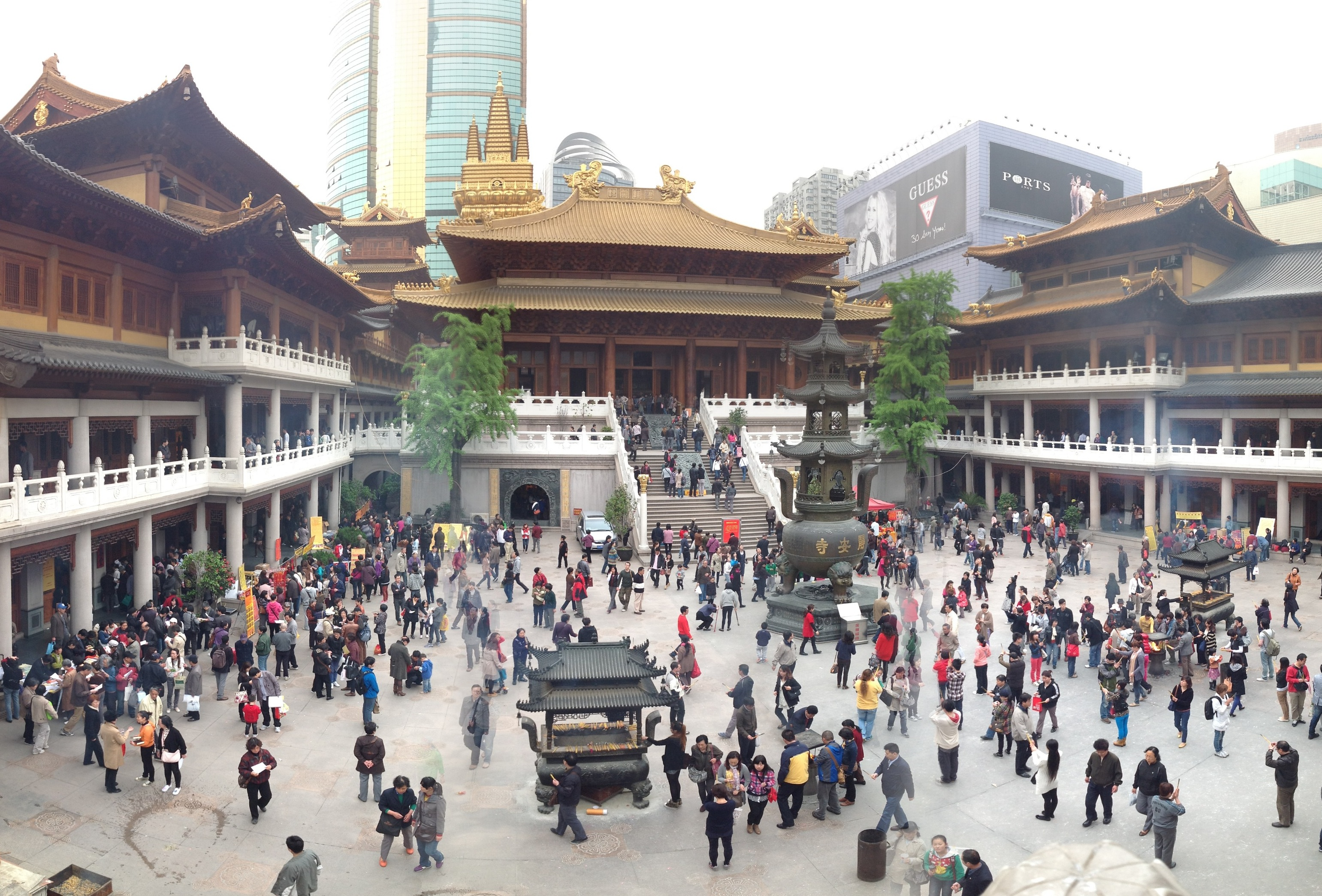
Innenhof

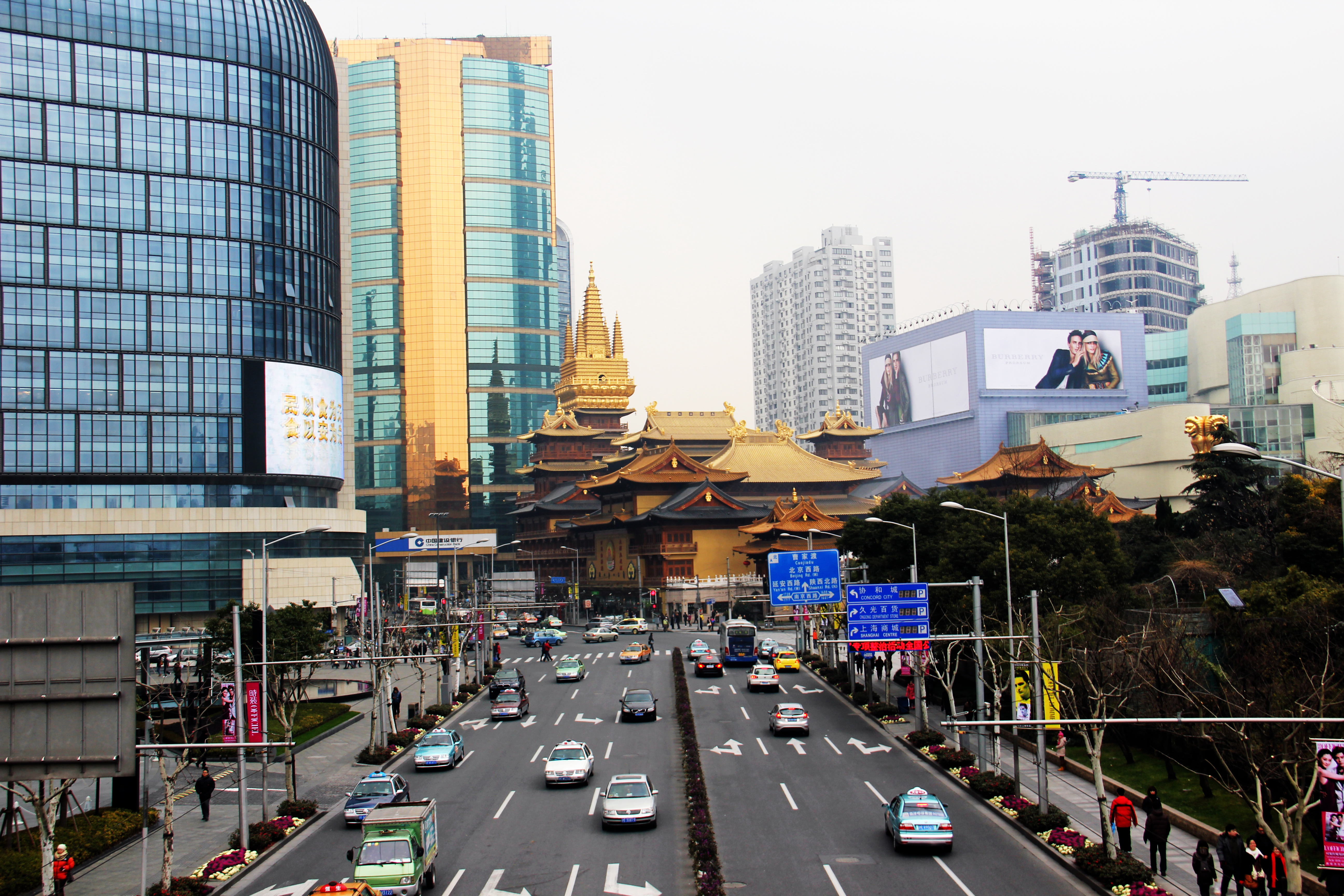
Jing'an Tempel inmitten der modernen Großstadt

Der Tempel wurde ursprünglich im Jahr 247 n. Chr., zur Zeit der Wu-Dynastie, am Suzhou-Fluss erbaut und trug zu dieser Zeit noch den Namen Chongyuan-Tempel. Er musste aufgrund von immer wieder auftretenden Überschwemmungen während der Song-Dynastie (960–1279 n. Chr.) im Jahr 1216 an den heutigen Standort in der Nanjing Road verlegt werden. Während der Kulturrevolution wurde der Tempel als Kunststofffabrik genutzt. Im Jahr 1972 brannte er komplett nieder und wurde ab 1983 wieder schrittweise aufgebaut. Die letzten umfangreichen Renovierungsarbeiten fanden im Jahr 2004 statt.

## Lage
Der Jing’an-Tempel liegt an der gleichnamigen Haltestelle der Linien 2 und 7 der Metro Shanghai in der 1686, Nanjing Road West. Der Stadtbezirk Jing’an zählt zu den am dichtesten bebauten Stadtteilen Shanghais. In der unmittelbaren Umgebung des Tempels befinden sich zahlreiche Hochhäuser und belebte Einkaufsstraßen.

## Öffnungszeiten
Der Tempel ist in der Zeit zwischen 07:30 Uhr und 17:00 Uhr geöffnet. 